# Luisiadia
Luisiadia is een geslacht van kevers uit de familie bladkevers (Chrysomelidae).
De wetenschappelijke naam van het geslacht werd in 1979 gepubliceerd door Medvedev.

## Soorten
- Luisiadia tschernovi Medvedev, 1979